# Supercoppa Primavera 2008
La Supercoppa Primavera 2008 si è disputata domenica 5 ottobre 2008 allo Stadio La Sciorba di Genova.

Le squadre partecipanti erano Sampdoria, vincitrice del Campionato Primavera 2007-2008 e della Coppa Italia Primavera 2007-2008, ed Atalanta, finalista della coppa nazionale. Nel corso dei novanta minuti regolamentari, al doppio vantaggio bergamasco ha risposto Ferrari con una doppietta, i liguri si sono poi imposti ai tiri di rigore. È stato il primo successo nella competizione per i blucerchiati.

## Tabellino
| Arbitro: | Carbone (Napoli) |

|                                     |                      |                                |
| Ferrari 45’, 71’                    | Marcatori            | 4’ Fusciello 60’ (rig.) Gullit |
| Leto Di Leva Pondaco Marconi Donati | Tiri di rigore 5 – 3 | Cerea Girasole Zaza Lazzaro    |

| Sampdoria | Atalanta |